# Johann Bernhard Fischer von Erlach
Johann Bernhard Fischer von Erlach (Graz, 20 de Julho de 1656 – 5 de Abril de 1723) foi o mais influente arquiteto austríaco do período barroco, onde se via claramente a grande ambição da emergente Monarquia de Habsburgo como articulados em A Plan of Civil and Historical Architecture (1721), um dos primeiros e mais populares estudos comparativos da arquitetura mundial.

## Infância na Itália
Nasceu próximo a cidade de Graz, onde treinou na oficina do pai, Johann Baptist Fischer, um artesão provincial, antes de partirem para Roma com apenas dezesseis anos e onde passou os próximos dezesseis. Lá trabalhou na oficina do bolseiro austríaco Johann Paul Schor e do grande Gian Lorenzo Bernini, que ampliou-lhe a oportunidade de estudar escultura e arquitetura, tanto antiga quanto moderna. Mudou-se então para Nápoles, onde gozou de uma considerável fortuna servindo o vice-rei da Espanha.
De volta à Áustria em 1687, Fischer von Erlach se instalou como um nobre e depois arquiteto. Incumbências eram abundantes, como a realeza de altos calões da aristocracia, trabalhou também nos reparos sofridos pelo país durante incursões Turco-Otomano durante a Batalha de Viena. A compreensão do barroco urbana e idiomática de Fischer pareciam superiores aos encontrados na Europa central e em 1687 assegurou sua posição de arquiteto da corte, onde permaneceu a serviço de três imperadores.